# Muzafer Ejupi
Muzafer Ejupi (Skopje, Macedonia del Norte; 16 de septiembre de 1988) es un exfutbolista macedonio. Jugaba como delantero y su último equipo fue el NK Slaven Belupo de la Primera Liga de Croacia.

## Selección
| Selección                                  | Año           | PJ | Goles |
| ------------------------------------------ | ------------- | -- | ----- |
| Selección Sub-21                           | 2011          | 1  | 0     |
| Selección de fútbol de Macedonia del Norte | 2017-presente | 1  | 0     |

## Clubes
| Club             | País                | Año         | PJ | Goles |
| ---------------- | ------------------- | ----------- | -- | ----- |
| FK Vardar        | Macedonia del Norte | 2009 - 2010 | 11 | 2     |
| Metalurg Skopje  | Macedonia del Norte | 2010 - 2012 | 38 | 7     |
| Kartalspor       | Turquía             | 2012        | 0  | 0     |
| Shkëndija Tetovo | Macedonia del Norte | 2013        | 32 | 19    |
| FK Turnovo       | Macedonia del Norte | 2014        | 28 | 15    |
| Songkhla United  | Tailandia           | 2014        | 13 | 5     |
| NK Slaven Belupo | Croacia             | 2015 - 2016 | 49 | 21    |
| NK Osijek        | Croacia             | 2016 - 2019 | 62 | 18    |
| NK Slaven Belupo | Croacia             | 2019        | 13 | 1     |